# Volba prezidenta Československa 1934
Volba prezidenta Československa proběhla 24. května 1934 ve Vladislavském sále Pražského hradu na společné schůzi obou komor Národního shromáždění republiky Československé, kterou vedl František Staněk. Navzdory vysokému věku 84 let se stávající prezident Tomáš Garrigue Masaryk rozhodl opětovně kandidovat. Komunisté do volby nominovali Klementa Gottwalda, budoucího čtvrtého československého prezidenta. Československým prezidentem byl počtvrté zvolen Tomáš Garrigue Masaryk, který v prosinci 1935 rezignoval na svou funkci ze zdravotních důvodů. Z průběhu schůze byl pořízen rozhlasový záznam, který se dochoval.

## Pozadí
Tomáš Garrigue Masaryk prosazoval jako svého nástupce Edvarda Beneše. Ten neměl dostatečnou podporu napříč tehdejším politickým spektrem, proto se Masaryk navzdory špatnému zdravotnímu stavu po prodělané mrtvici rozhodl opětovně kandidovat, což mu umožňovala ústavní výjimka.

## Průběh schůze

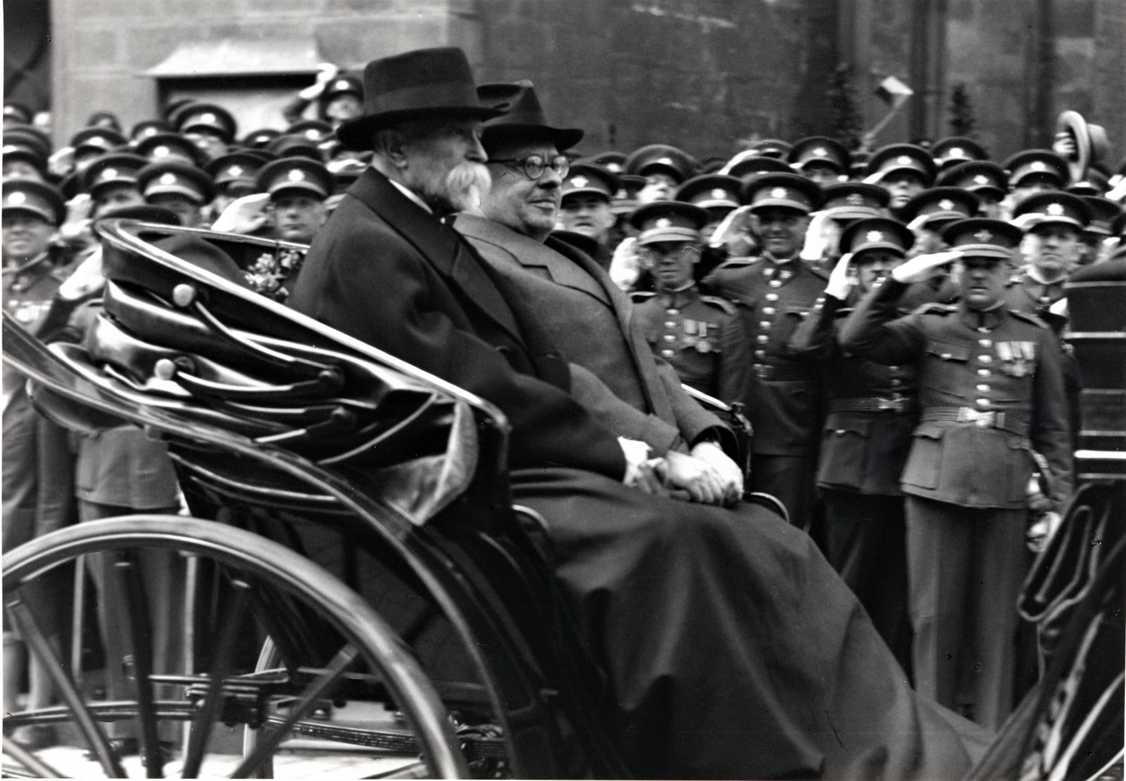
T. G. Masaryk přijíždí na Pražský hrad v doprovodu premiéra Jana Malypetra

Volební schůze se účastnilo 420 členů Národního shromáždění; 281 poslanců a 139 senátorů. Průběh schůze byl narušován obstrukci ze strany komunistických volitelů. Klement Gottwald se ze schůze omluvil z důvodu nemoci. Jednalo se o první prezidentské volby v dějinách Československé republiky, které se konaly ve Vladislavském sále Pražského hradu.

## Výsledky hlasování
Volitelé odevzdali celkem 418 platných hlasovacích lístků. Pro Masaryka hlasovalo 327 volitelů z řad poslanců a senátorů. Bylo odevzdáno 53 prázdných hlasovacích lístků z převážně řad krajně pravicových volitelů (slovenských ľuďáků, Maďarů, části Národních demokratů a členů Národní ligy). Gottwaldovi dalo svůj hlas 38 volitelů.
| Kandidát               | Počet hlasů | Procenta |
| ---------------------- | ----------- | -------- |
| Tomáš Garrigue Masaryk | 327         | 78,2 %   |
| bílé lístky            | 53          | 12,7 %   |
| Klement Gottwald       | 38          | 9,1 %    |
| Celkem platných lístků | 418         | 100 %    |